# Beaulieu-sur-Mer
Beaulieu-sur-Mer é uma comuna francesa, situada no departamento de Alpes-Maritimes e na região francesa de Provence-Alpes-Côte d'Azur.

## Geografia
Beaulieu-sur-Mer encontra-se na Côte d'Azur, entre Nice e o principado do Mónaco, nas margens do Mar Mediterrâneo. A cidade  está situada a leste do Cap Ferrat e fica próximo das localidades de Villefranche-sur-Mer, Saint-Jean-Cap-Ferrat e Èze. Beaulieu-sur-Mer fez parte da comuna de Villefranche-sur-Mer até 1891.

## História
A região de Beaulieu-sur-Mer é habitada desde a Pré-História. O local desenvolveu-se sob influência da gregos, depois durante a dominação romana ficou conhecida por 'Anao e englobava uma parte da actual comuna de Villefranche-sur-Mer.
Vítima de diversas invasões entre o século III e o século VI, o sítio foi finalmente abandonado pelos seus habitantes. Estes refugiaram-se nas colinas do planalto de Saint-Michel, na actual colina Grande Corniche.Os habitantes só voltaram a ocupar o litoral no fim do século XIII.
Foi no século XIX que Beaulieu-sur-Mer é ligada a   Nice por estrada e por caminho-de-ferro (ferrovia ) tornou-se um lugar veraneio reputado. Numerosos reis e outras celebridades afeiçoam-se por esta estância invernal. Guilherme II da Alemanha, Leopoldo II da Bélgica, a imperatriz Eugénia. Também alguns indusriais ricos como (Gordon Bennett, Isaac Singer) aí residiam regularmente.
A Primeira Guerra Mundial marcou uma paragem, mas avocação turística foi até hoje estável.

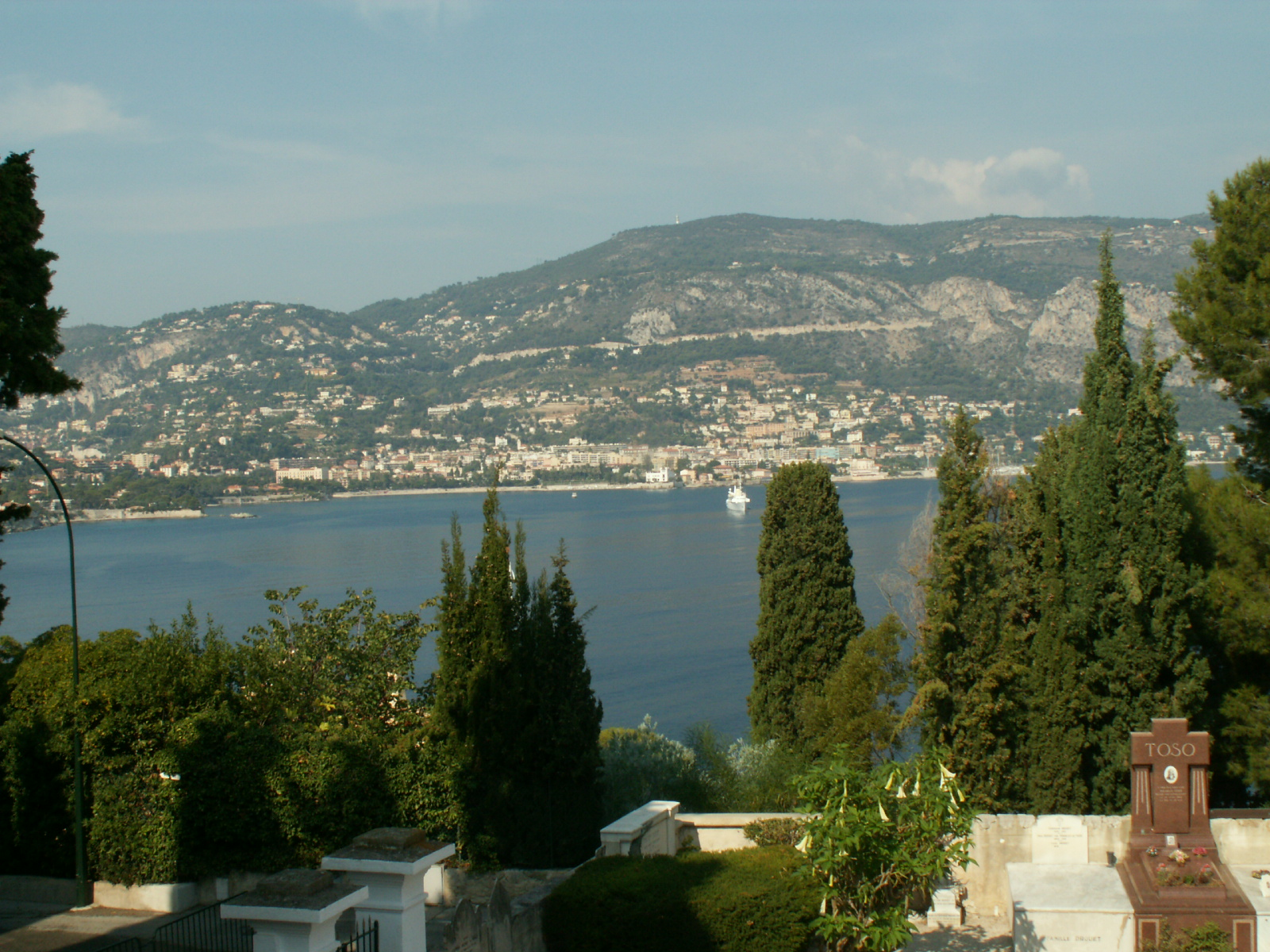
Beaulieu-sur-Mer
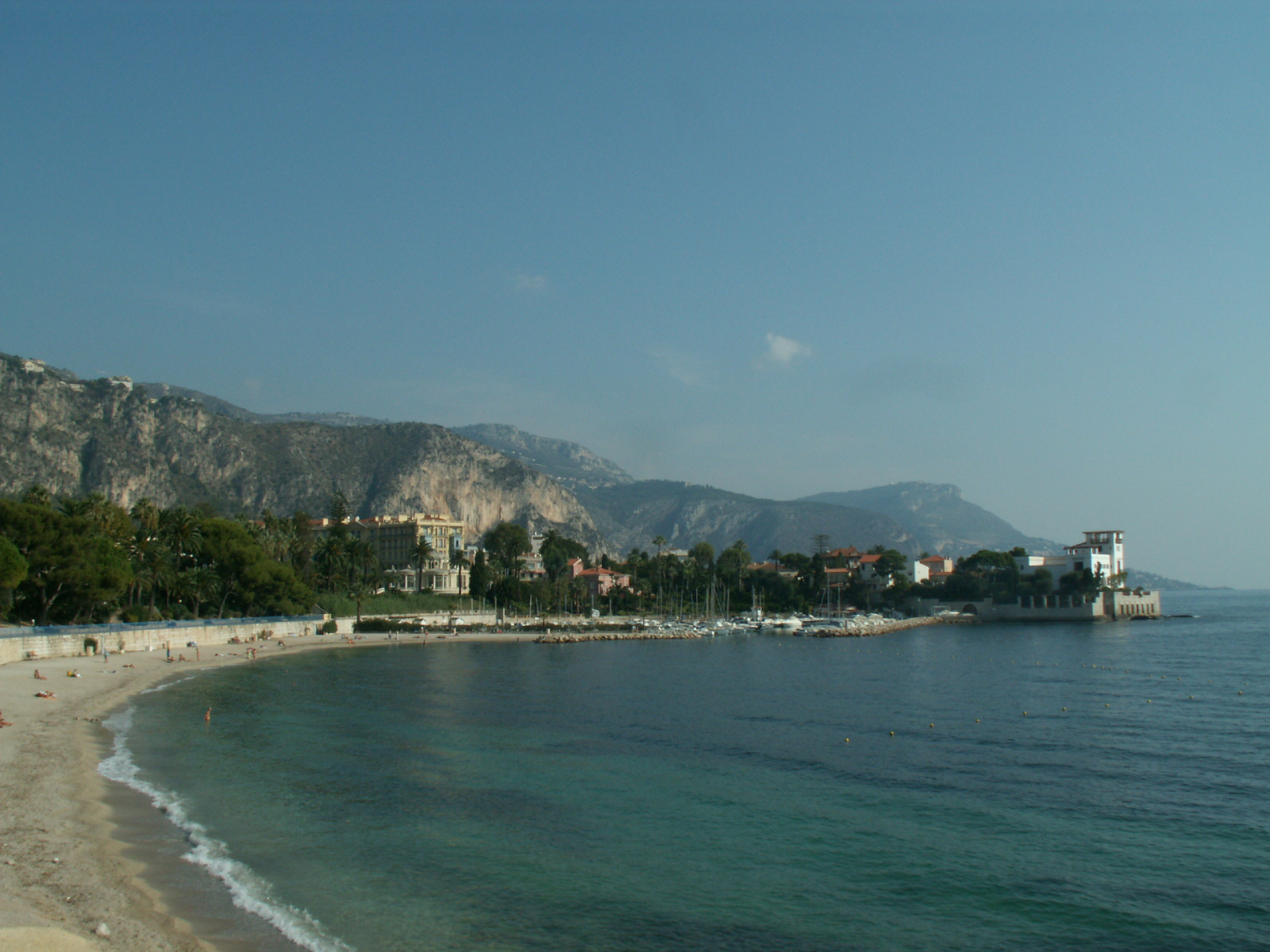
Beaulieu-sur-Mer: Villa Kérylos
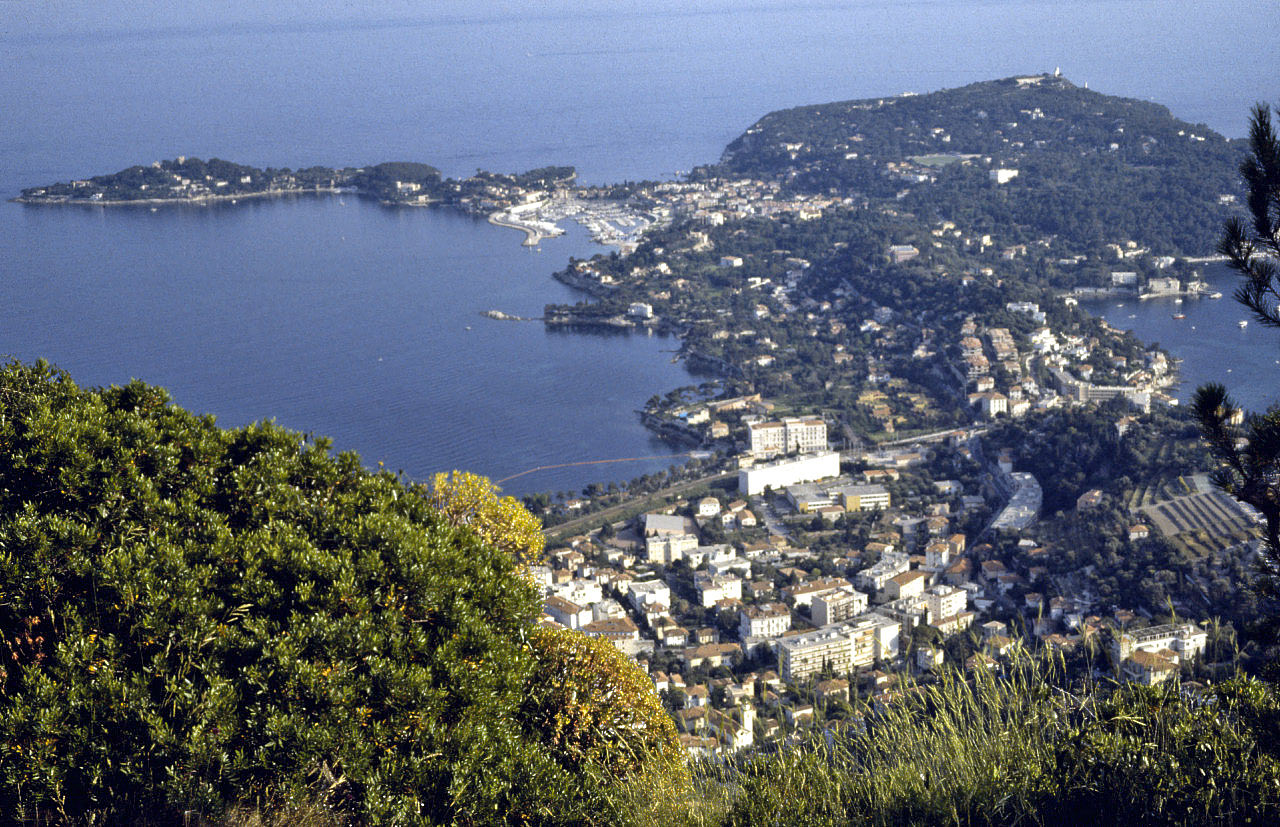
Cap Ferrat

## Administração
| Période                                              | Nome                 | Partido | Qualidade |
| ---------------------------------------------------- | -------------------- | ------- | --------- |
| 1919-1925                                            | M. Pascal Clay       |         |           |
| 1925-1927                                            | M. Albert Dubarry    |         |           |
| 1928-1940                                            | M. François de May   |         |           |
| 1940-1944                                            | M. Antonin Liberos   |         |           |
| 1944-1947                                            | M. Paul Dubech       |         |           |
| 1947                                                 | M. Étienne Petit     |         |           |
| 1947-1959                                            | M. François de May   |         |           |
| 1959-1989                                            | M. Fernand Dunan     |         |           |
| 1989-2001                                            | M. Christian Scolari |         |           |
| 2001-                                                | M. Roger Roux        |         |           |
| Os dados anteriores a 1919 aonda não são conhecidos. |                      |         |           |

## Demografia
| 1962                             | 1968  | 1975  | 1982  | 1990  | 1999  |
| -------------------------------- | ----- | ----- | ----- | ----- | ----- |
|                                  | 4 050 | 4 273 | 4 302 | 4 013 | 4 675 |
| Número retido a partir de 1968 : |       |       |       |       |       |

## Lugares e monumentos
- Villa Kerylos : construída no início do século XX sob um promontório rochoso inclinado para o mar, a Villa Kerylos é uma habitação construída seguindo o modelo das villae da Grécia Antiga. Propriedade de um helenista Théodore Reinach, a villa foi legada ao Instituto de França em 1928. Está, actualmente, classificada como monumento histórico.

## Economia
As principais actividades económicas desta comuna são o turismo, o casino e o recreio.